# 20991 Jánkollár
20991 Jánkollár este un asteroid din centura principală de asteroizi.

## Descriere
20991 Jánkollár este un asteroid din centura principală de asteroizi. A fost descoperit pe 28 noiembrie 1984 la Piszkesteto de Milan Antal. Asteroidul prezintă o orbită caracterizată de o semiaxă mare de 2,97 ua, o excentricitate de 0,07 și o înclinație de 11,3° în raport cu ecliptica.